# チェルシー (マサチューセッツ州)
チェルシー（英：Chelsea）は、アメリカ合衆国マサチューセッツ州のサフォーク郡にある都市。ボストンからミスティック川を渡ってすぐのところにある。マサチューセッツ州の市の中では陸地面積が最小であり、アメリカでは人口密度が高い自治体である。

## 歴史
この地域は、もともと、ここに住んでいたマサチューセッツ族からウィニシメット（Winnisimmet、「良い泉の近く」の意味）と呼ばれていた。1624年にサミュエル・マーベリックが入植し、彼が柵で囲って設けた交易場は、ボストン港で最初の恒久的な入植拠点であるとされている。1635年、マーベリックは、自分の家と農場を除き、ウィニシメットをリチャード・ベリングハムへ売却した。その後、この地域はボストンの一部であったが、1739年に分離・独立した。チェルシーという名前は、ロンドンのチェルシーにちなんで付けられた。
1775年、アメリカ独立戦争における2番目の戦闘であるチェルシークリークの戦いがここで行われた。アメリカ軍がイギリスの船を最初に捕獲したのもこの戦闘である。ジョージ・ワシントンの軍の一部は、ボストン包囲戦の際、この地に駐留した。
チェルシーには、もともとノース・チェルシー（現在のリビア、ウィンスロップの全部と、ソーガスの一部）が含まれていた。1846年、ノース・チェルシーが分離され、独立した町となった。チェルシーは、1857年に市となり、ゴムやゴム製品、ブーツ、靴、ストーブ、接着剤などを生産する産業の町として発展した。また海軍病院（アレクサンダー・パリスが設置）や兵士の宿舎が置かれた。しかし、1908年4月12日、第1次チェルシー大火で町の半分近くが焼けてしまった。1973年には第2次チェルシー大火が発生し、18ブロックが焼けた。
1991年、マサチューセッツ州は、チェルシーを管財人の管理下に置く特別立法を制定した。アメリカの自治体がこのような措置をとられたのは、世界恐慌以来初めてのことである。この措置がとられるまでの時期、州が行った財政的介入は失敗し、市の予算をめぐって政治的な行き詰まりが起き、経済的低迷と財政危機が深刻度を増していた。幸い、チェルシーには市場に流通する長期公債はなかったため、財政問題に債権者の関与を必要とする事態にはならなかった。
1995年の憲章改正により、効率的なシティー・マネージャー制が設計され、市の住民及び企業に対するサービスの質の改善に焦点が当てられた。同時に、財政の規律が確立され、市の財政状態は大きく改善した。経済成長と資本の改善により、新しい企業や家の買い手が流入した。1998年、チェルシーはオール・アメリカ・シティ賞を受賞した。
市には1910年に建てられたカーネギー図書館がある。

## 地理
アメリカ合衆国統計局の統計によれば、市の面積は6.4km2、うち陸地5.7 km2、水面が0.8 km2である。ボストン港の半島に位置し、チェルシー・クリークが流れる。

## 人口統計
2000年の国勢調査によれば、市の人口は3万5080人、世帯数は1万1888世帯、家族は7608家族である。人口密度は6184.7人/km2であり、アメリカの都市の中で最高である。居住単位は1万2337個（面積当たりで2175.0個/km2）である。
人種構成は、白人57.95%、黒人7.25%、ネイティブ・アメリカン0.48%、アジア系4.69%、太平洋諸島原住民0.09%、その他22.94%、混血6.58%である。人種に関わりなく、ヒスパニックないしラテン系は人口の48.42%である。
世帯数1万1888のうち、36.4%に18歳未満の子がおり、36.9%は結婚して同居している夫婦の世帯であり、20.1%は夫のいない女性世帯主の世帯、36.0%は非家族世帯であった。また28.8%は単身世帯、10.8%は65歳以上の老人がいる世帯であった。1世帯の平均人数は2.87人、1家族の平均人数は3.50人であった。
年齢別構成は、18歳未満が27.3%、18歳～24歳が10.6%、25歳～44歳が34.6%、45歳～64歳が16.3%、65歳以上が11.2%であった。年齢のメディアン（中央値）は31歳であった。女性100人当たりの男性数は100.9人であり、18歳以上で見ると女性100当たりの男性数は99.7人であった。
1世帯の収入の中央値は3万0161ドル、1家族の収入の中央値は3万2130ドルであった。男性の収入の中央値は2万7280ドル、同じく女性は2万6010ドルであった。1人当たり平均収入は1万4628ドルであった。家族数の20.6%、人口の23.3%が貧困線を下回っており、18歳未満人口では28.8%、65歳以上人口では20.9%が貧困線を下回っていた。

## 交通
マサチューセッツ湾交通局（MBTA）の通勤列車がボストンのノース駅から出発しており、ニューベリーポート/ロックポート線にチェルシー駅がある。また、同じくMBTAのバスがボストンとチェルシーを結んでいる。

## 教育
チェルシーには次の教育機関がある。
- バンカーヒル・コミュニティ・カレッジ（チェルシーキャンパス）[4]
- チェルシー・ハイスクール[5]
- エベレスト・インスティテュート（チェルシーキャンパス）[6]
- フェニックス・チャーター・アカデミー[7]

小学校（エレメンタリー・スクール）は4校あり、うち1校はバイリンガル校、2校は制服がある。ミドル・スクールは3校、ハイスクールは1校ある。チェルシーの学校は、昔から、州のテストの成績ランキングでは下位である。学生・生徒が学年の途中にコースを入れ替わる率が高く、ドロップアウトの率も高い。1998年、教育委員会は学区の管理権限をボストン大学に委託するという前例のない措置をとった。2008年6月にボストン大学との提携は終了し、学校は地元の完全な管理に戻った。チェルシーにはそのほか私立学校が1校ある。